# Dawn Marie
Dawn Marie Psaltis (3 de noviembre de 1970) es una exluchadora profesional estadounidense y valet de lucha libre profesional. Es conocida por sus apariciones en la Extreme Championship Wrestling y la World Wrestling Entertainment en la marca SmackDown, bajo el nombre artístico de Dawn Marie.
Psaltis comenzó a ser mánager de luchadores en el circuito independiente tras conocer a un promotor de lucha libre. Después firmó un contrato con ECW. Fue la mánager de los Impact Players y de Simon & Swinger hasta la quiebra de ECW.
Psaltis luego se unió a la WWE , donde su más notable historia fue cuando se casó con AI Wilson, el padre ficticio de su rival Torrie Wilson. Fue liberada de su contrato con la WWE en 2005 después de revelar que estaba embarazada.

## Primeros años
Psaltis fue criada por su padre, un zoólogo, que juntos pasaron su tiempo acampando y cazando. Durante su juventud, fue fanática de la World Wrestling Entertainment, y de luchadores como Bob Backlund, Jimmy Snuka y Roddy Piper. Psaltis se graduó de la New York University Stern School of Business a los 22 años. 
Después de reunirse con su exnovio y enterarse de que había firmado un contrato con los osos de Chicago, decidió comenzar una carrera en el entretenimiento.

## Carrera

### Circuito Independiente (1995-2001)
Mientras modelaba carteles para Jonathan Gold, un agente de talento y promotor de lucha libre profesional, Psaltis le dijo a Gold en tono de broma que estaba interesada en seguir una carrera en la lucha libre profesional. Gold tomó el comentario en serio y posteriormente contactó a Psaltis para informarle que estaba programada para aparecer en un show de lucha libre en Nueva Jersey. Durante el show fue la mánager de Tony Atlas en su combate ante Jimmy Snuka. Psaltis debutó en la lucha libre profesional en enero de 1995. Conoció a su futuro novio Simon Diamond durante su estancia en las promociones de lucha independiente. También conoció a Buddy Landell y Devon Storm quienes fueron sus entrenadores. Psaltis paso 4 años trabajando en el Circuito Independiente del Noreste (northeastern independent circuit) apareciendo con promociones como Maryland Championship Wrestling y la Federación de Lucha Libre del Medio Oriente.

### World Wrestling Entertainment
En primer lugar establecer su mirada en el hombre viejo a la rubia de la belleza como una forma de atormentarla, Dawn Marie pronto se enamoró de la encantadoramente despistado señor Wilson. Este extraño romanticismo llevó a uno de los momentos más extraños de la historia de SmackDown en el que los dos se casaron en el medio del ring, mientras que usando nada más que su ropa interior. Participación de Dawn con el padre de Torrie provocó la ira de la diva, llevando a muchos partidos entre los dos y un par de concursos de bikini muy memorables.

#### 2001–2002
Cuando Stephanie McMahon se convirtió en la Mánager General de SmackDown!, contrató a Marie como asistente legal de McMahon. Stacy Keibler anteriormente contratada por McMahon se disgustó y confrontó a Marie, la siguiente semana Stacy y Marie compitieron por el afecto de McMahon. Tiempo después en una demostración de trajes eróticos de Torrie Wilson que Stacy Keibler anteriormente había interrumpido, Marie salió a provocarlas haciendo que Torrie abofeteara a Stacy, todo terminó cuando Stacy intento arrojar a Torrie por la rampa, fue detenida por un referí.

#### 2003–2004
El feudo más conocido de Marie fue el 2003 cuando intentó casarse con el padre de Torrie, Al Wilson. Finalmente, consiguió casarse con Al. Al luego murió (kayfabe) de un ataque cardíaco después de haber tenido sexo numerosas veces en su luna de miel. Torrie Wilson derrotó a Dawn en No Mercy 2002 en octubre y en el Royal Rumble 2003 en una lucha "Madrastra vs. Hijastra".
Amanecer Marie continuaría a tope cabezas con Wilson antes de volver su atención hacia Miss Jackie en 2004. Como lo hizo con Torrie, Dawn Marie consiguió invovled en la vida personal de Jackie, alegando que ella tuvo un romance con la novia de la belleza, Charlie Haas. Las dos mujeres se establecieron sus diferencias en el Armagedón con Dawn que sale en la parte superior. Dawn Marie junto con Torrie Wilson y Nidia iniciaron un feudo con Shaniqua por un corto tiempo, lo que las llevó a que Shaniqua muy fácilmente derrotara a Wilson y Nidia en una "Lucha en Desventaja".

#### 2005
En 2005, Dawn Marie reunió con Lance Storm en ECW One Night Stand y le ayudó a anotar una victoria sobre Chris Jericho, pero dejaría WWE poco después. Mientras peleas entre mujeres backstage entre las Divas se calmaron después de amanecer se fue, el Universo WWE odiaba ver la belleza ir físicamente bendito, su última lucha fue el 14 de abril de 2005 siendo derrotada por Torrie Wilson.

## Campeonatos y logros
- Women Superstars Uncensored
  - WSU Hall of Fame (2010)

- WrestleCrap
  - Gooker Award (2003) – Pelea de "Al Wilson" con Torrie Wilson

- Datos: Q1835467
- Multimedia: Dawn Marie Psaltis / Q1835467